# Setiles
Setiles és un municipi de la província de Guadalajara, a la comunitat autònoma de Castella-La Manxa. Té una població de 84 habitants, dels quals 49 són homes i 35 dones.

## Llocs per visitar
- La Laguna.
- Les Mines de Ferro a Sierra Menera.
- Casa-Fuerte de los Malo de Marcilla.
- Casona del "tío Pedro y la tía Braulia".
- Fuente de Abajo - Construïda el 1897.
- Ermita de "El Santo" - Beneïda el 15 de maig del 1634.
- El paratge de "El Molino del Cura".

## Alcaldia
| Període      | Nom de l'alcalde/-essa  | Partit polític | Data de possessió |
| ------------ | ----------------------- | -------------- | ----------------- |
| 1979 - 1983  | Ponciano López López    | UCD            | 19/04/1979        |
| 1983 - 1987  | Juan Navio Abad         | PSOE           | 28/05/1983        |
| 1987 - 1991  | Cayetano López Sánchez  | PSOE           | 30/06/1987        |
| 1991 - 1995  | Jaime Sanz López        | PSOE           | 15/06/1991        |
| 1995 - 1999  | Jaime Sanz López        | PSOE           | 17/06/1995        |
| 1999 - 2003  | Jose Manuel López López | PP             | 03/07/1999        |
| 2003 - 2007  | Jaime Sanz López        | PSOE           | 14/06/2003        |
| 2007 - 2011  | Cayetano López Sánchez  | PP             | 16/06/2007        |
| 2011 - 2015  | Manuel López Vizcaíno   | PSOE           | 11/06/2011        |
| 2015 - 2019  | Cayetano López Sánchez  | PP             | 13/06/2015        |
| 2019 - 2023  | Cayetano López Sánchez  | PP             | 15/06/2019        |
| Des del 2023 | Antonio Trillo Reyes    | PSOE           | 17/06/2023        |

## Demografia
| 1991 | 1996 | 2001 | 2004 | 2006 | 2008 | 2009 | 2010 | 2011 | 2012 | 2013 | 2014 | 2015 | 2016 |
| ---- | ---- | ---- | ---- | ---- | ---- | ---- | ---- | ---- | ---- | ---- | ---- | ---- | ---- |
| 231  | 179  | 148  | 147  | 129  | 122  | 119  | 111  | 103  | 98   | 92   | 86   | 84   | 83   |

Font: INE Arxivat 2013-12-08 a Wayback Machine.